# بیورک (آلبوم)
بیورک (به انگلیسی: Björk) تنها آلبوم استودیویی خوانندهٔ ایسلندی بیورک به‌عنوان خوانندهٔ کودک می‌باشد که در دسامبر سال ۱۹۷۷ از سوی فلکین منتشر گردید. بیورک در سال ۱۹۷۶ از طریق مدرسه موسیقی که در آن تحصیل می‌کرد، در رادیوی ایسلند ترانه «دوست دارم عاشق شوم» را اجرا نمود که این امر باعث شد قرارداد ضبطی برایش بسته شود و با کمک ناپدری‌اش سایور، اولین آلبوم انفرادی‌اش در سال ۱۹۷۷ منتشر شود.
این آلبوم به عنوان اثری جوونیلیا شناخته می‌شود و در فهرست رسمی آثار انفرادی این خواننده قرار ندارد، از این رو دبیو که در سال ۱۹۹۳ منتشر گردید، به طور گسترده اولین آلبوم استودیویی بیورک دانسته می‌شود.